# Ravensthorpe (flygplats)
Ravensthorpe är en flygplats i Australien. Den ligger i kommunen Ravensthorpe och delstaten Western Australia, omkring 450 kilometer sydost om delstatshuvudstaden Perth.
Trakten runt Ravensthorpe är nära nog obefolkad, med mindre än två invånare per kvadratkilometer.. Närmaste större samhälle är Hopetoun, omkring 19 kilometer söder om Ravensthorpe. 
Trakten runt Ravensthorpe består till största delen av jordbruksmark. Genomsnittlig årsnederbörd är 518 millimeter. Den regnigaste månaden är juli, med i genomsnitt 82 mm nederbörd, och den torraste är februari, med 15 mm nederbörd.